# Bastlmühle
Bastlmühle ist ein Gemeindeteil der Gemeinde Holzheim im Landkreis Donau-Ries (Regierungsbezirk Schwaben, Bayern).

## Geographie und Geschichte
Die Einöde liegt 500 Meter von Pessenburgheim entfernt und ist von dort über die Kreisstraße DON 33 an das überörtliche Straßennetz angebunden.
Die Bastlmühle hatte das Schloss Scherneck als Grundherrn. Den Mühlenbetrieb gibt es seit Jahrzehnten nicht mehr.

## Zugehörigkeit
Bastlmühle war ein Gemeindeteil von Pessenburgheim und wurde mit dieser Gemeinde am 1. Mai 1978 im Zuge der Gebietsreform in Bayern in die Gemeinde Holzheim eingegliedert.